# Moritz Litten
Moritz Litten (10 de agosto de 1845 - 31 de mayo de 1907) fue un médico alemán berlinés. Era yerno del patólogo Ludwig Traube (1818-1876).
Estudió Medicina en las universidades de Heidelberg, Berlín y Marburgo, y en 1868 obtuvo su doctorado. De 1872 a 1876 trabajó en el Hospital Allerheiligen en Breslau, y durante este tiempo también fue asistente de Julius Friedrich Cohnheim (1839-1884). Entre 1876 y 1882 se trabajó en la clínica de Friedrich Theodor von Frerichs en Berlín-Charité, y en 1884 llegó a ser profesor titular.
Litten es recordado por haber sido el primer médico en describir la hemorragia vítrea en correlación con hemorragia subaracnoidea (HSA). En 1881 publicó sus hallazgos en Ueber einige vom allgemein-klinischen Standpunkt aus interessante Augenveränderungen (Berl Klin Wochenschr 18: 23 - 27). Varios años más tarde, el oftalmólogo francés Albert Terson observó estos síntomas en un paciente, y la afección se conoce por ello como síndrome de Terson. En 1880 Litten documentó de los primeros casos conocidos de embolismo paradójico en un paciente sometido a anestesia.

## Epónimo asociado
- Signo de Litten: (manchas de Roth) en la endocarditis bacteriana.